# Скуридины
Скуридины — дворянский род.
Предок рода Скуридиных, Гавриил Иванов Скуридин, и потомки его с 1629 года владели в Ливенском уезде недвижимым имением.
Происходящему из сего рода действительному статскому советнику Николаю Скуридину 12 апреля 1846 года пожалован диплом на древнее дворянское его достоинство.

## Описание герба
Щит скошенно-четырёхчастный. В первой, серебряной части, две сложенные руки, в лазоревой одежде. Во второй, золотой части, на зелёном холме, червлёная башня, с двумя такими же окнами, из которых выходят две в серебряных латах руки, держащие чёрные мечи. В третьей, лазоревой части, серебряная о шести лучах звезда. В четвёртой, червлёной части, в золотых латах, с серебряным подъятым выгнутым мечом, воин, скачущий на серебряном коне, покрытом червлёным ковром.
Щит увенчан дворянскими шлемом и короною. Нашлемник: три серебряных страусовых пера. Намёт: лазоревый с серебром. Герб рода Скуридиных внесён в Часть 11 Общего гербовника дворянских родов Всероссийской империи, стр. 29.